# Liste der Wappen in der Autonomen Provinz Trient A–L
Die Liste der Wappen in der Autonomen Provinz Trient A–L beinhaltet alle in der Wikipedia gelisteten Wappen der Gemeinden mit dem Anfangsbuchstaben A–L des Trentino in Italien. In dieser Liste werden die Wappen mit dem Gemeindelink angezeigt.

## Wappen der Autonomen Provinz Trient

Autonome Provinz Trient
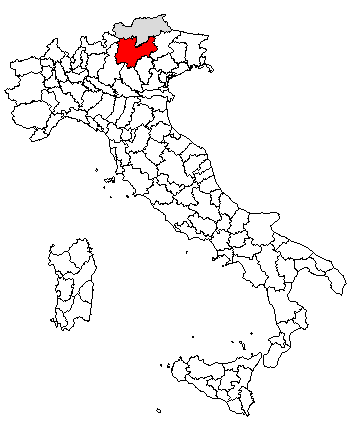
Lage der Provinz in Italien

## Wappen und Logos derTalgemeinschaftender Autonomen Provinz Trient A–L

Alta Valsugana e Bersntol
Altipiani Cimbri
Alto Garda e Ledro
Fascia
Giudicarie

## Wappen der Gemeinden der Autonomen Provinz Trient A–L

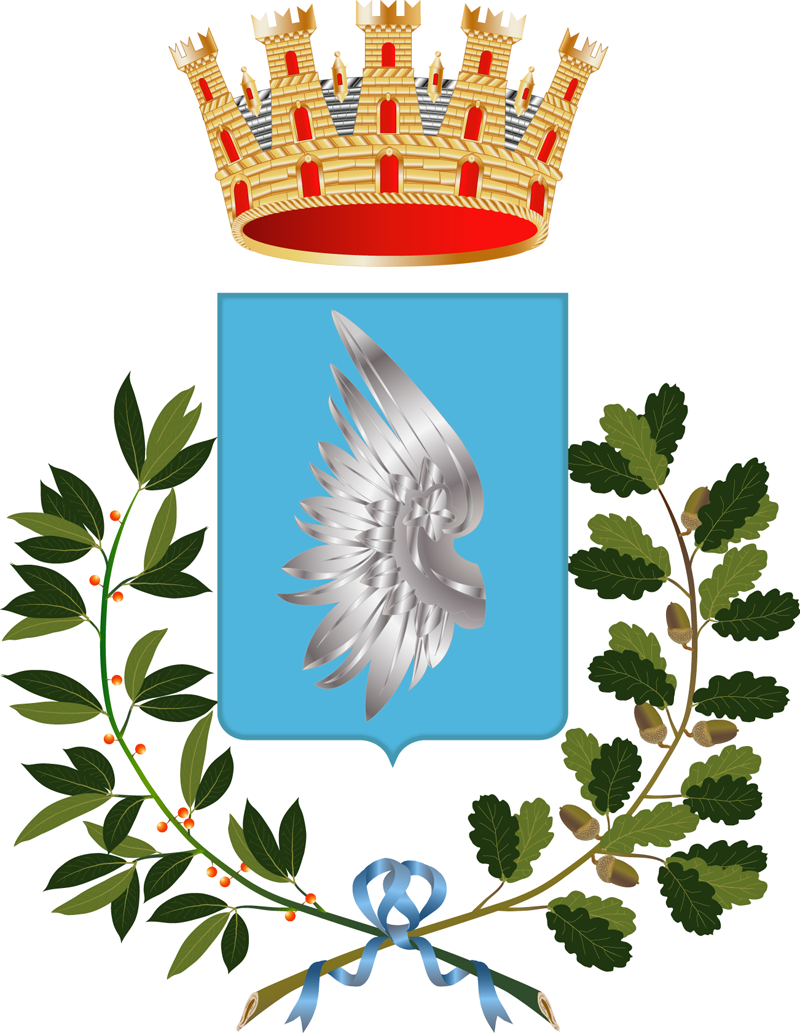
Ala
Albiano
Aldeno
Altavalle
Altopiano della Vigolana
Amblar-Don
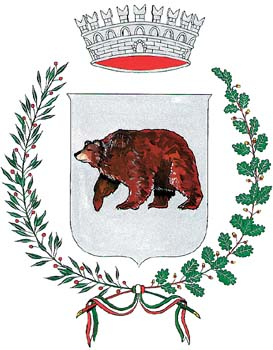
Andalo
Arco
Avio
Baselga di Piné
Bedollo
Besenello
Bieno
Bleggio Superiore
Bocenago
Bondone
Borgo Chiese
Borgo d’Anaunia
Borgo Lares
Borgo Valsugana
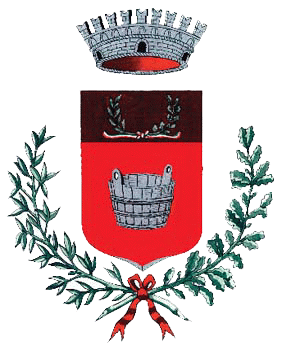
Brentonico
Bresimo
Caderzone Terme
Calceranica al Lago
Caldes
Caldonazzo
Calliano
Campitello di Fassa
Campodenno
Canal San Bovo
Canazei
Capriana
Carisolo
Carzano
Castel Condino
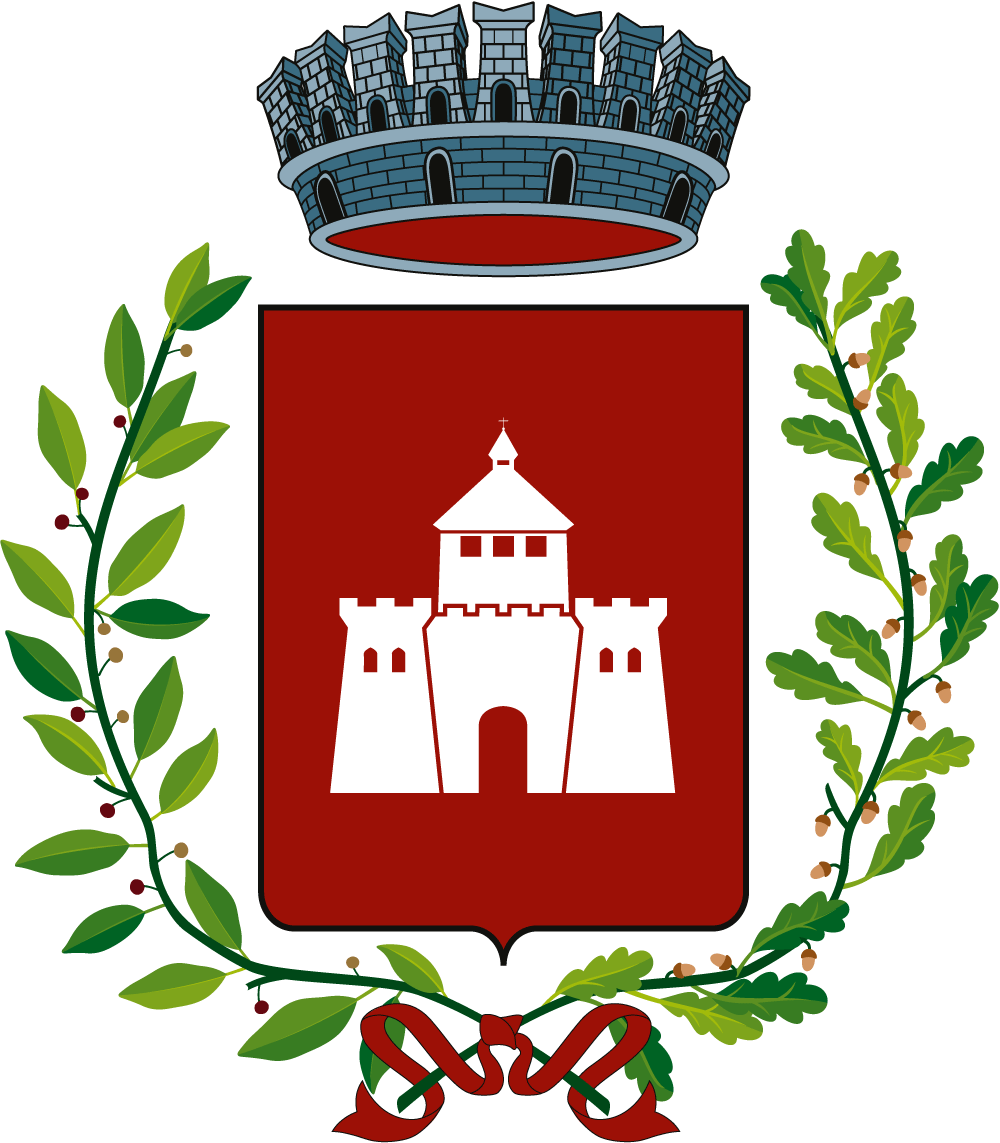
Castel Ivano
Castello Tesino
Castello-Molina di Fiemme
Castelnuovo
Cavalese
Cavareno
Cavedago
Cavedine
Cavizzana
Cembra Lisignago
Cimone
Cinte Tesino
Cis
Civezzano
Cles
Comano Terme
Commezzadura
Contà
Croviana
Dambel
Denno
Dimaro Folgarida
Drena
Dro
Fai della Paganella
Fiavé
Fierozzo
Folgaria
Fornace
Frassilongo
Garniga Terme
Giovo
Giustino
Imer
Isera
Lavis
Ledro
Levico Terme
Livo
Lona-Lases
Lusern

## Wappen der Gemeinden der Autonomen Provinz Trient M–Z
- Liste der Wappen in der Autonomen Provinz Trient M–Z

## Wappen ehemaliger Gemeinden (A-L)

Amblar
Bersone
Bezzecca
Bleggio Inferiore
Bolbeno
Bondo
Bosentino
Breguzzo
Brez
Brione
Cagnò
Calavino
Carano
Castelfondo
Cembra
Centa San Nicolò
Cimego
Cloz
Concei
Condino
Coredo
Cunevo
Daiano
Daone
Darè
Dimaro
Don
Dorsino
Faedo
Faver
Fiera di Primiero
Flavon
Fondo
Grauno
Grumes
Ivano Fracena
Lardaro
Lasino
Lisignago
Lomaso